# 普里維利內 (米哈伊洛-盧卡舍韋市鎮)
48°3′17″N 35°35′57″E / 48.05472°N 35.59917°E
普里維利內（烏克蘭語：Привільне）是位於烏克蘭東南部的村莊，由扎波羅熱州扎波羅熱区的米哈伊洛-盧卡舍韋市鎮負責管轄。該村始建於1922年，面積1.276平方公里，距離瓦西里基夫斯凯和泰爾相卡3公里。